# Campeonato Femenino Sub-19 de la Concacaf de 2004
El Campeonato Femenino Sub-19 de la Concacaf de 2004 fue la II edición de este torneo, disputada en Canadá, los dos primeros lugares consiguieron la clasificación a la Copa Mundial Femenina de Fútbol Sub-19 de 2004 (ahora un torneo sub-20).

## Sedes
| Montreal                         | Ottawa              |
| -------------------------------- | ------------------- |
| Estadio Memorial Percival Molson | Estadio Frank Clair |
| Capacidad: 20,000                | Capacidad: 26,500   |
|                                  |                     |

## Participantes
Participaron las diez selecciones nacionales de fútbol afiliadas a la Concacaf, divididas en dos grupos:
| Equipos participantes | Equipos participantes | Equipos participantes | Equipos participantes | Equipos participantes |
| --------------------- | --------------------- | --------------------- | --------------------- | --------------------- |
| Panamá                | Canadá                | México                | Jamaica               |                       |
| Trinidad y Tobago     | República Dominicana  | Costa Rica            | Estados Unidos        |                       |

## Resultados[1]
Los horarios corresponden a la hora de Canadá (UTC-5).

### Primera fase

#### Grupo A
| Equipo  | Pts | PJ | PG | PE | PP | GF | GC |
| ------- | --- | -- | -- | -- | -- | -- | -- |
| Canadá  | 9   | 3  | 3  | 0  | 0  | 14 | 0  |
| México  | 6   | 3  | 2  | 0  | 1  | 11 | 6  |
| Panamá  | 3   | 3  | 1  | 0  | 2  | 3  | 12 |
| Jamaica | 0   | 3  | 0  | 0  | 3  | 2  | 12 |

| 27 de mayo de 2004 | Canadá                                      | 4:0 (1:0) | Jamaica |               |               |
|                    | - Bélanger 25' - Jamani 62', 74' - Lang 68' | Reporte   |         | Árbitra: [[]] | Árbitra: [[]] |

| 27 de mayo de 2004 | México                                                | 5:1 (2:1) | Panamá        |               |               |
|                    | - A. Mendoza 40' - Ocampo 44', 69', 85' - Padilla 48' | Reporte   | - 45' De Mera | Árbitra: [[]] | Árbitra: [[]] |

| 29 de mayo de 2004 | Jamaica         | 2:6 (1:2) | México                                                                  |               |               |
|                    | - Reid 37', 83' | Reporte   | - 8', 60', 90' Padilla - 35' Muñoz - 53' (pen.) A. Mendoza - 87' Ocampo | Árbitra: [[]] | Árbitra: [[]] |

| 29 de mayo de 2004 | Canadá                                                                               | 7:0 (3:0) | Panamá |               |               |
|                    | - Jamani 3', 34' - Robinson 31' - Bélanger 51' - Lang 57' - Timko 69' - Cicchini 85' | Reporte   |        | Árbitra: [[]] | Árbitra: [[]] |

| 31 de mayo de 2004 | Panamá                        | 2:0 (1:0) | Jamaica |               |               |
|                    | - Rodríguez 36' - De Mera 85' | Reporte   |         | Árbitra: [[]] | Árbitra: [[]] |

| 31 de mayo de 2004 | Canadá                           | 3:0 (1:0) | México |               |               |
|                    | - Bélanger 31' - Zurrer 63', 66' | Reporte   |        | Árbitra: [[]] | Árbitra: [[]] |

#### Grupo B
| Equipo               | Pts | PJ | PG | PE | PP | GF | GC |
| -------------------- | --- | -- | -- | -- | -- | -- | -- |
| Estados Unidos       | 7   | 3  | 2  | 1  | 0  | 25 | 1  |
| Costa Rica           | 7   | 3  | 2  | 1  | 0  | 14 | 1  |
| Trinidad y Tobago    | 3   | 3  | 1  | 0  | 2  | 4  | 16 |
| República Dominicana | 0   | 3  | 0  | 0  | 3  | 1  | 27 |

| 27 de mayo de 2004 | Costa Rica                                          | 4:1 (2:0) | Trinidad y Tobago |               |               |
|                    | - Villalobos 4', 81' - Mendoza 19' - Esquivel 90+1' | Reporte   | - 64' Mollon      | Árbitra: [[]] | Árbitra: [[]] |

| 27 de mayo de 2004 | Estados Unidos | 14:0 (10:0) | República Dominicana |               |               |
|                    | - Hanks 3', 14', 21' - Buehler 4' - McNeill 16', 19', 44', 62' - Averbuch 36' - Kron 43', 67' - Lindstrom 45' - Rapinoe 52' - Orand 87' | Reporte     |                      | Árbitra: [[]] | Árbitra: [[]] |

| 29 de mayo de 2004 | Costa Rica | 11:0 (4:0) | República Dominicana |               |               |
|                    | - Villalobos 2' - Rios 9' - Chacon 14', 65', 74' - Cruz 37', 60' - Esquivel 58' - Wilson 77' - Montes 87' - Rodríguez 90' | Reporte    |                      | Árbitra: [[]] | Árbitra: [[]] |

| 29 de mayo de 2004 | Estados Unidos | 11:1 (4:0) | Trinidad y Tobago |               |               |
|                    | - Averbuch 8' - Woznuk 10' - Hanks 39', 67', 85', 90' - Rigsby 29' (a.g.), 77' (a.g.) - Davis 50', 64' - Buehler 73' | Reporte    | - 86' Cordner     | Árbitra: [[]] | Árbitra: [[]] |

| 31 de mayo de 2004 | Trinidad y Tobago            | 2:1 (2:1) | República Dominicana |               |               |
|                    | - Burton 13' - Cordner 45+2' | Reporte   | - 45' Santelis       | Árbitra: [[]] | Árbitra: [[]] |

| 31 de mayo de 2004 | Estados Unidos | 0:0     | Costa Rica |               |               |
|                    |                | Reporte |            | Árbitra: [[]] | Árbitra: [[]] |

### Fase Final
|  | Semifinales        | Semifinales        |   |        | Final              | Final              |  |
|  | 3 de junio de 2004 | 3 de junio de 2004 |   |        | 5 de junio de 2004 | 5 de junio de 2004 |  |
|  |                    |                    |   |        |                    |                    |  |
|  |                    |                    |   |        |                    |                    |  |
|  | Estados Unidos     | 6                  |   |        |                    |                    |  |
|  | México             | 0                  |   |        |                    |                    |  |
|  |                    |                    |   |        |                    |                    |  |
|  |                    |                    |   |        |                    |                    |  |
|  |                    |                    |   |        | Estados Unidos     | 1                  |  |
|  |                    | Canadá (t.s.)      | 2 |        |                    |                    |  |
|  |                    |                    |   |        |                    |                    |  |
|  |                    |                    |   |        |                    |                    |  |
|  |                    |                    |   |        | Tercer lugar       |                    |  |
|  |                    |                    |   |        |                    |                    |  |
|  | Canadá             | 4                  |   | México | 3                  |                    |  |
|  | Costa Rica         | 0                  |   |        | Costa Rica         | 4                  |  |

#### Semifinales
| 3 de junio de 2004 | Estados Unidos                                    | 6:0 (4:0) | México |               |               |
|                    | - Woznuk 4', 24', 26' - Hanks 37', 80' - Kron 90' | Reporte   |        | Árbitra: [[]] | Árbitra: [[]] |

| 3 de junio de 2004 | Canadá                                              | 4:0 (3:0) | Costa Rica |               |               |
|                    | - Maranda 24' - Timko 27' - Zurrer 37' - Jamani 87' | Reporte   |            | Árbitra: [[]] | Árbitra: [[]] |

#### Tercer puesto
| 5 de junio de 2004 | México                                | 3:4 (2:1) | Costa Rica                                   |               |               |
|                    | - Ocampo 28' - Valdez 40' - Nieva 68' | Reporte   | - 20' Wilson - 66', 80' Montes - 83' Sánchez | Árbitra: [[]] | Árbitra: [[]] |

#### Final
| 5 de junio de 2004 | Estados Unidos | 1:2 (1:1, 1:1) (t. s.) | Canadá                      |               |               |
|                    | - Hanks 42'    | Reporte                | - 3' Jamani - 118' Bélanger | Árbitra: [[]] | Árbitra: [[]] |

|                            |
| Bandera de Canadá          |
| Campeón Canadá 1.er título |

## Clasificados
| Canadá | Estados Unidos |